# 蒂博·皮诺
蒂博·皮诺（Thibaut Pinot，1990年5月29日—）是一名法国职业公路自行车赛運動員，自进入职业圈起一直效力于法国FDJ车队。他生涯早期曾獲得2014年环法自行车赛总成绩第三名，并穿上代表最佳年轻车手的白衫，被视作法国车坛未来的希望。但之后受伤病影响屡次在环法中退赛，再未取得突破。他之后还获得了2018年環倫巴底賽冠軍和2023年环意自行车赛最佳爬坡手。2023年，他宣布在赛季结束后退役。

## 职业生涯
蒂博·皮诺于2010年加入法国职业车队法国博彩（后改名为法语缩写FDJ）。2011年即在伦巴底自行车周斩获冠军。在2012年环法前，FDJ车队主将阿诺德·让内森因伤缺阵，皮诺临时顶上，取得了总成绩第10名。皮诺是当届环法最年轻的车手，也是继1947年雷蒙德·伊帕尼斯以来环法最年轻的入围总成绩前十者。在2013年环法上，他因心绞痛在第16赛段前弃赛。在2014年环法上，法国车手让-克里斯托夫·佩罗和他分获总成绩二、三名，这也是1997年环法后再次有法国人站上前三的领奖台。此外他还获得了象征最佳年轻车手的白衫。
在2015年环法中，他在阿尔普迪埃兹的山地赛段赢下个人生涯的第二个环法赛段冠军，并以第16名的总成绩完成当届赛事。在2016年环法中，他在第13赛段前因病退赛，退赛前他尚在爬坡积分榜上位列第二名。在2017年环法中，他成绩不佳，最终在第17赛段选择退赛。
2018年，他在环意倒数第三赛段前仍保持在总成绩第三。但在倒数第二赛段崩盘被拉下45分钟，当晚被送医并退赛，检查显示其肺部感染。他之后因为疲劳和肺炎影响未能出战当届环法。他之后在8月参加环西并拿下2个赛段冠军，至此，他在三大自行车环赛中均收获了赛段冠军。10月，他又拿下五大古典賽之一的環倫巴底賽冠军，为1997年后再次有法国车手赢下该赛。
在2019年环法，当时总成绩排名第5的他在第19赛段因大腿肌肉撕裂退赛。他在2020年环法第1赛段摔车导致背部受伤，到第8赛段无法坚持而退赛。2021年，他仍受到背伤影响未参加三大环赛。他于2022年重回环法并取得总成绩第15名。
2023年初，他宣布将在完成该赛季后退役。他在2023年环意中取得总成绩第5名并获得最佳爬坡手。

## 个人
蒂博·皮诺是同时期在法国最受欢迎的本土环法车手，并被人才凋零的法国车坛赋予厚望。其不循精细规划、随兴进攻的比赛方式和屡败屡战的职业生涯被法国媒体评价为有“浪漫主义”色彩。他在2023年环法倒数第二赛段、在家乡阿尔萨斯的准谢幕战中受到了数千名家乡同胞的夹道支持，以单人突围的方式拼下了倒数第二个爬坡点的胜利。他的手臂上纹有一行意大利语“solo la vittoria è bella”（唯有胜利才是美丽的）。